# Gamskarlspitzengruppe
Die Gamskarlspitzengruppe ist eine Berggruppe der Hohen Tauern in den Zentralalpen (Zentrale Ostalpen), an der Grenze der Bundesländer Salzburg und Kärnten, zwischen Gasteinertal und Mölltal. Die Gruppe liegt im Nationalpark Hohe Tauern. Von Norden wird der Stock auch Radhausbergmassiv genannt.

## Lage und Landschaft
Von Norden gesehen, liegt das Radhausbergmassiv beherrschend am Talschluss des Gasteinertals, von Süden ebenso prägnant über dem Mallnitztal. Der Fuß zeigt sich bewaldet, die Alpinstufe als wuchtige Pyramiden, mit alpinem Rasen und von Karen durchzogen. Vergletscherung zeigt die Region aufgrund ihrer relativ bescheidenen Höhe unter 3000 Metern nur in Resten.
Zwischen den beiden Talorten Böckstein und Mallnitz unterquert der Tauerntunnel das Massiv. An der Nordwestflanke liegt das Schigebiet Sportgastein.

## Umgrenzung und benachbarte Gebirgsgruppen
Die Gruppe liegt am Alpenhauptkamm, wo sich zu den beiden Nachbargruppen die historische bedeutenden Passübergänge Hoher Tauern im Osten (der der Gebirgsgruppe den Namen gegeben hat) und Mallnitzer Tauern (im Westen).
Nach der Gebirgsgruppengliederung nach Trimmel, in der die Gruppe die Bezeichnung 2583 Gamskarlspitze trägt, umgrenzt sich die Gruppe folgendermaßen:
Mallnitz – Seebachtal (Seitental des Mallnitzbachs) – (südl.) Tauernbach – Hoher Tauern (Korntauern) – (nördl.) Tauernbach – Anlauftal – Böckstein – Naßfelder Ache (Name des Oberlaufs der Gasteiner Ache im Naßfeldertal) – Sportgastein – Weißenbach – Mallnitzer (Niederer) Tauern – Mallnitzbach – Mallnitz
Nach Trimmel und nach der Alpenvereinseinteilung der Ostalpen (AVE) wird sie zu der Ankogelgruppe gerechnet, Gliederungen, die die Trennung am Hohen Tauern ziehen, rechnen sie zur Goldberggruppe.
- westlich und südlich anschließend findet sich die Sonnblick–Böseckgruppe (Hoher Sonnblick)
- nordwestlich der Bernkogel–Türchlwandzug (Silberpfennig)
- östlich die Ankogelgruppe (im engeren Sinne, Ankogel)
- südöstlich die Reißeckgruppe

Auf der Karte ergibt sich, mit den Talorten Mallnitz im Süden, Böckstein im Norden, und den Pässen im Osten und Westen eine charakteristisch symmetrisch-rautenförmige Umgrenzung.

## Gliederung, Seen und Berge
Die Gruppe bildet eine Ostwest streifende Gratline am Alpenhauptkamm, in der Gamskarlspitze (2832 m ü. A.), Großer Woisken (2708 m ü. A.) und die Romatespitze (2596 m ü. A.) liegen.
Nach Nordwest streift über den Mallnitzriegel (2611 m ü. A.) ein Grat aus, das Radhausbergmassiv, dessen wichtigsten Gipfel Kreuzeck (2686 m ü. A.), Salesenkogel (2680 m ü. A.) und der namengebende Radhausberg (2613 m ü. A.) sind. Zwischen Radhausberg und Alpenhauptkamm entspringt der Weißenbach, der über den Höllkarbach vom Gesselkogel in die Gasteiner Ache (Naßfelder Ache) mündet.
In das Massiv hinein zieht sich von Norden ein – durch eine Steilstufe am Wasserlauf unzugängliches – Tal, das Höhkar, in dem der Untere Höhkarsee (1900 m ü. A.) und Obere Höhkarsee (2033 m ü. A.) in einer Almregion liegen. Zwischen Höhkarseen und Anlauftal liegt der Roßkarkogel (2532 m ü. A.).
Unterhalb des Kreuzeck, im Sportgasteiner Schigebiet, liegt der Knappenbäudlsee, der seinen Namen auch aus der Bergbaugeschichte herleitet (Knappengebäude).

## Geologie und Bergbau

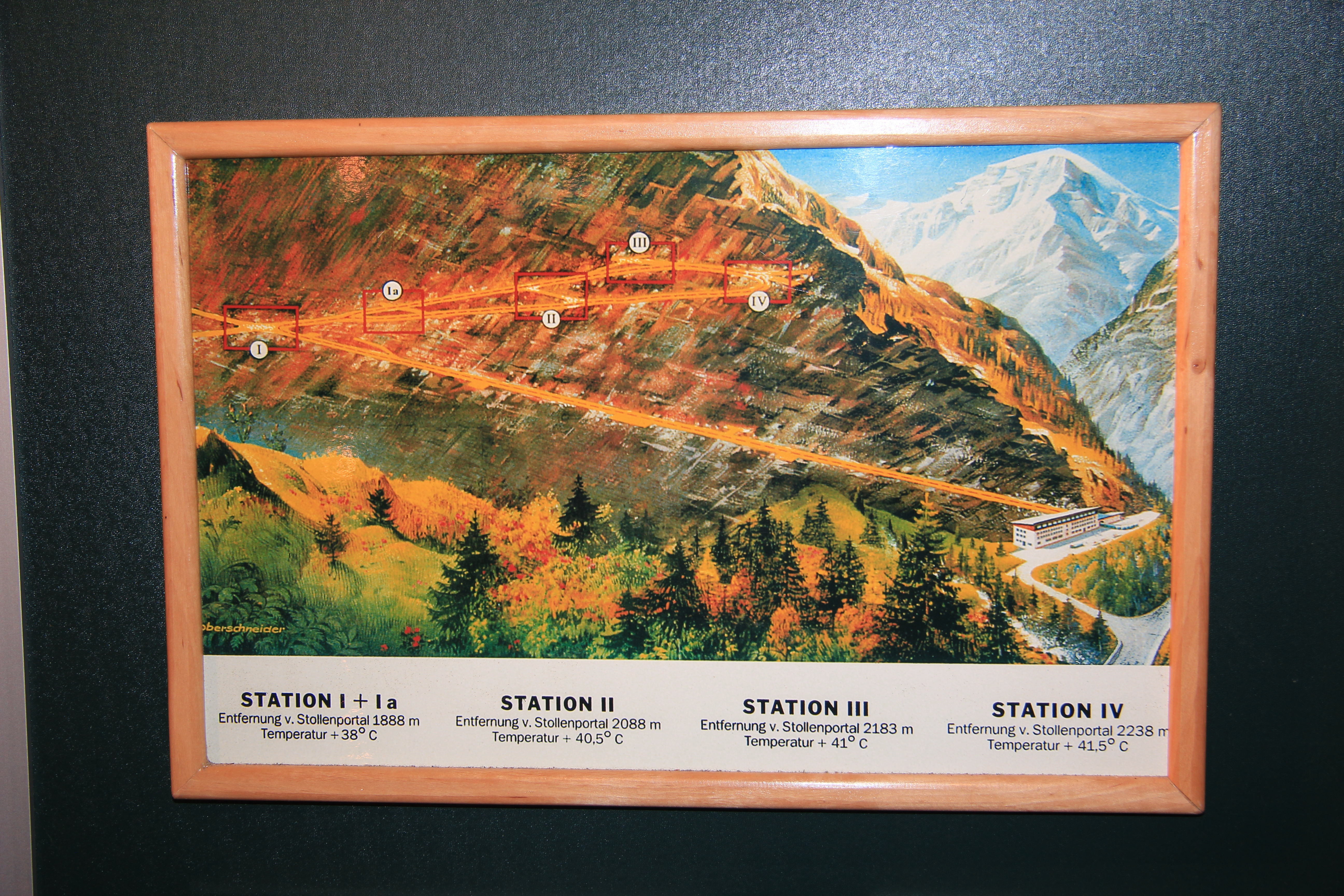
Darstellung des Stollens aus dem Montanmuseum

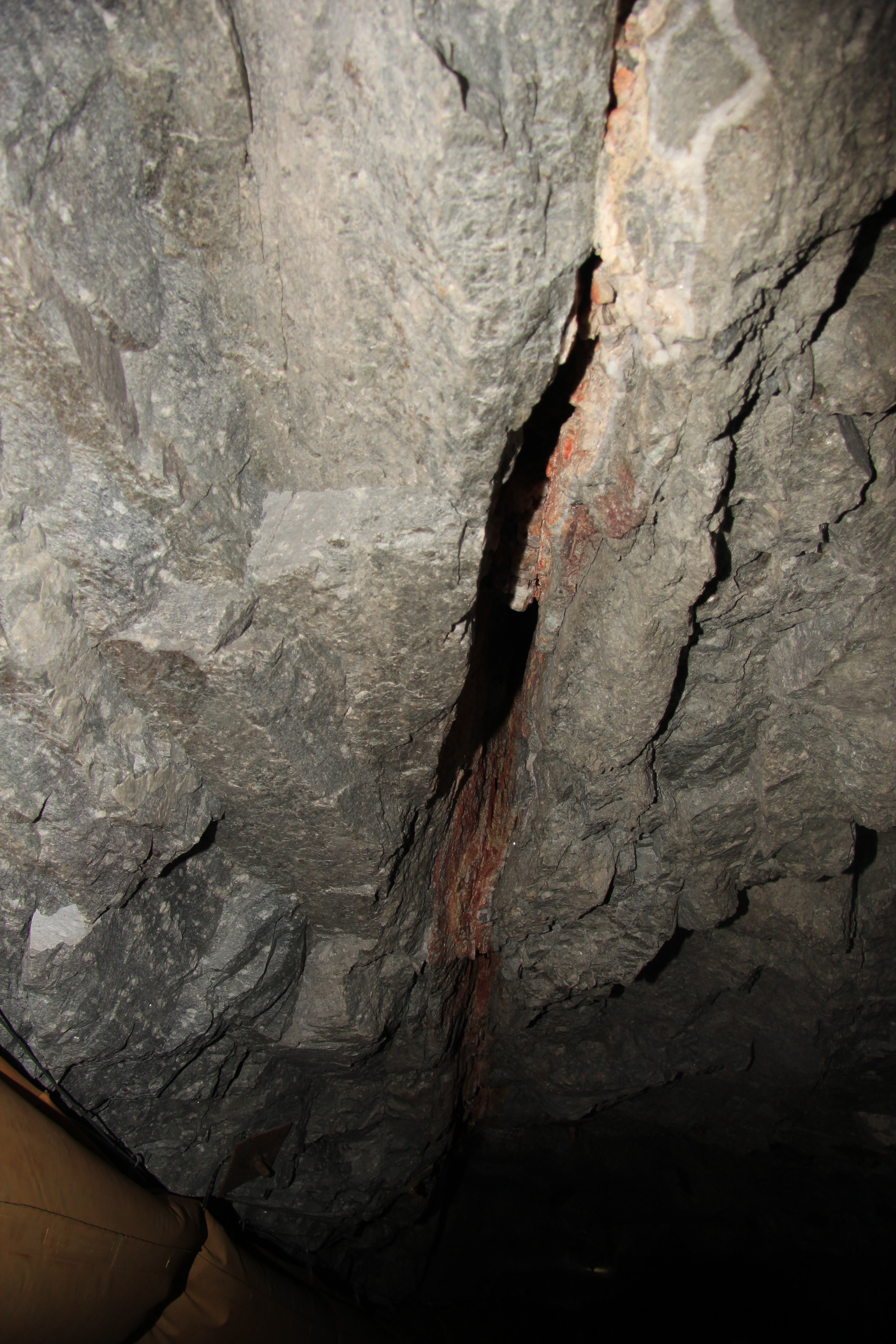
Gesteinsspalten im Paselstollen (Gasteiner Heilstollen)

Die Berggruppe, die aus Gneisen (Altkristallin, Zentralgneis) besteht und nur wenig Spuren des Schiefers des Tauernfensters zeigt (am Fuß im Süden, und als Mallnitzer Mulde in der Tiefe), ist im Besonderen für seine Goldvorkommen bekannt. Der Abbau befand sich am und im namensgebenden Radhausberg/Radhauskogel, unterhalb dem die Bergbauanlagen – das Bergwerk Radhausberg (Hieronymushaus) auf 1900 m und dem Hieronymusstollen – standen, hin zum Salesenkogel mit seiner Reichgold führenden Hauptkluft, und dem Abbaugebiet im Naßfeldtal unterhalb des Kreuzkogels im Raum des Knappenbäudlsees.
Der Gasteiner Heilstollen (Paselstollen) führt ebenfalls tief in das Massiv, der die verhältnismäßig sehr hohe Radonkonzentration von – im Stollen – 44 kBq/m³ durch kurzzeitigen Einsatz im Rahmen von Kuren für Heilzwecke benutzt. Eine erhöhte geologische Hintergrundstrahlung ist für Gesteine wie Gneis und Granit, wie sie im Gasteinertal vorkommen, typisch. Vor allem bei entzündlichen Erkrankungen des rheumatischer Formenkreises wird die sogenannte Radonwärmetherapie angewandt.

## Alpinismus
Bergtouren
- Bekannteste Route des Gebiets ist die Etappe der Alpenhauptkammroute Tauernhöhenweg[7] vom  Hannoverhaus über den Göttinger Weg zur Mindener Hütte unter der Gamskarlspitze, und weiter zur Hagener Hütte.
- Eine Überschreitung ist auch in Nordsüdrichtung vom Heilstollen-Kurhaus über die Höhkarseen zur Gamskarlspitze (teilweise unmarkiert) nach Mallnitz (Gletscher, Reste des Woiskenkees; Abstieg direkt ins Seebachtal, oder über Mindener Hütte – Stockeralm) möglich.
- Eine Umrundung ist entlang der oben gegebenen Umgrenzung weitestgehend durch Wanderwege erschlossen.

Schisport
- Schigebiet Sportgastein